# Mêgo Aroug
Mêgo Aroug är ett berg i Djibouti.   Det ligger i regionen Tadjourah, i den centrala delen av landet, 100 km väster om huvudstaden Djibouti. Toppen på Mêgo Aroug är 1 694 meter över havet.
Terrängen runt Mêgo Aroug är varierad. Mêgo Aroug är den högsta punkten i trakten. Runt Mêgo Aroug är det mycket glesbefolkat, med 7 invånare per kvadratkilometer. Det finns inga samhällen i närheten. Trakten runt Mêgo Aroug består i huvudsak av gräsmarker.